# 郭宗
郭宗（1457年—？），字宗魯，遼東遼海衛軍籍江西鄱陽縣人，明朝政治人物。進士出身。

## 生平
山東鄉試第二十八名。成化十四年（1478年）戊戌科第二甲第九十名進士。任刑部主事，善篆刻，通過宦官引見，擢尚寶司少卿，日日與市井技工為伍，趨走闕廷。

## 家族
曾祖父郭英。祖父郭盛。父亲郭澄。母施氏。具庆下。兄郭宏，國子生。娶李氏，继聘龍氏。